# جزه (کوهپایه)
جزه مرکز دهستان جبل و روستایی از توابع بخش تودشک شهرستان کوهپایه در استان اصفهان ایران است.

## جمعیت
این روستا در دهستان جبل قرار دارد و براساس سرشماری عمومی نفوس و مسکن در سال ۱۳۹۵، جمعیت آن برابر با ۸۳۵ نفر (۲۸۶ خانوار) بوده‌است.